# Olasz méh
Az olasz méh (Apis mellifera ligustica) a házi méh egy fajtája. Őshazája Itália belső területei; az utolsó jégkorszakot is itt élte túl. Az Ibériai-félsziget és Szicília méheitől különböző alfaj. A legelterjedtebb fajta, ami bizonyította alkalmazkodóképességét a szubtrópusoktól a hideg vidékekig, bár kevésbé bírja a kemény telet, vagy a hűvös, nedves tavaszt. Habár nagyobb szélességeken télen nincs fiasítása, a család telelőfürtje lazább, és több téli élelmet igényel, mint az adott szélességen őshonos méhek. Az anya egészen ősz végéig petézik.
Nagy-Britanniába először Thomas White Woodbury telepítette 1859-ben, és sokkal jobbnak tartotta, mint a fekete angol méhet. A méhészek kedvelt méhévé vált, és az egész világot meghódította. Az Amerikai Egyesült Államok szinte a második hazája. A mi éghajlati viszonyainkat kevésbé kedveli.

## Megjelenése
Közepes termetű, karcsú méh. Végtagjai hosszúak. Színezete világos, az összbenyomás sárga. Potrohán felváltva húzódnak sárga és barna gyűrűk.Többnyire a 2. és a 3. potrohgyűrű sárga, barna szegéllyel, de néha az első potrohgyűrű is sárga. Ezek árnyalata változhat; vannak szinte teljesen sárga potrohú egyedek is. Szőröve széles, sárgásszürke. Szőrzete rövid. Szipókájának hossza 6,3 - 6,6 mm. Kubitális indexe 2,2 - 2,5.

## Tulajdonságai
- Szelíd.

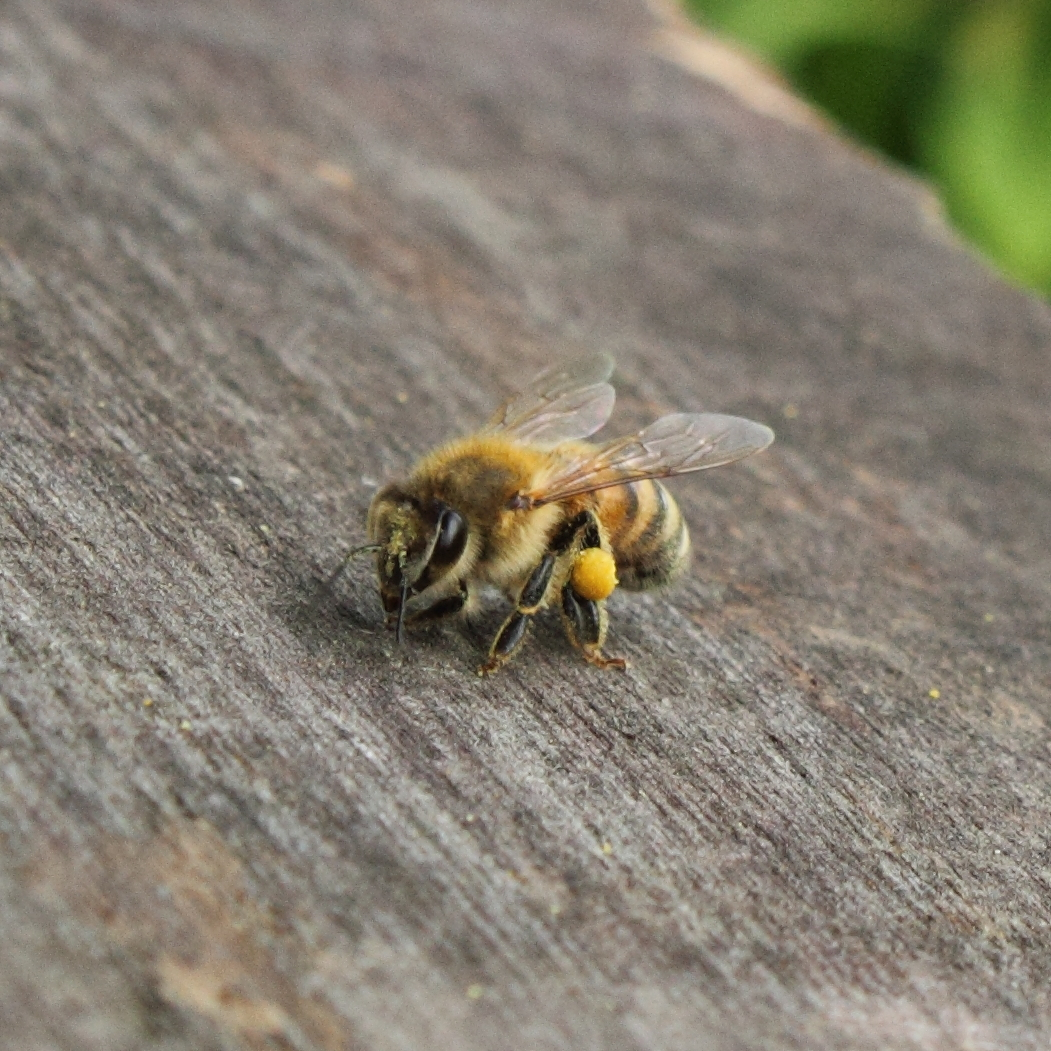
Olasz méh virágporral a lábán

- Jól gyűjt, de leginkább virágokról.
- A krajnai méhnél valamivel több propoliszt használ.
- Kiváló építő; sejtjei viszonylag nagyok, fedése szép fehér.

H. C. Hermann (1862) szerint csak 15 sejtet épített akkora felületen, amekkorán az angol méh 16 sejtet. A sejtek köbtartalma 30%-kal volt nagyobb.
- Rajzóhajlama gyenge, az anya kétéves koráig nem rajzik.
- Rosszul tájékozódik, ennek következtében gyakran eltájol, és rabol;[3] bár ez nem mindegyik családra jellemző.[4]
- Élettartama viszonylag rövid, legalábbis az anyáé és dolgozóké.[4]
- Nem különösebben ellenálló a betegségekkel szemben.
- Az anyát korlátozni kell, mert a fiasítás elveszi a helyet az élelemtől. Még a kevés élelem sem fékezi a petézést.
- A hordás szüneteiben hirtelen abbamarad a petézés.
- Sok téli tartalék élelmet igényel.
- Több lehetőséget igényel téli tisztuló repülésre.
- Röptávolsága rövidebb, mint az északi vagy a krajnai méhé, emiatt rosszabbul használja ki a nektárforrásokat.
- A mézet annak érése előtt pecsételi.
- Alkalmazkodóképes, viszont rosszul bírja a nedves óceáni éghajlatot, az esős tavaszokat és a nyári táplálékhiányt.[3]

## Tenyésztési célok

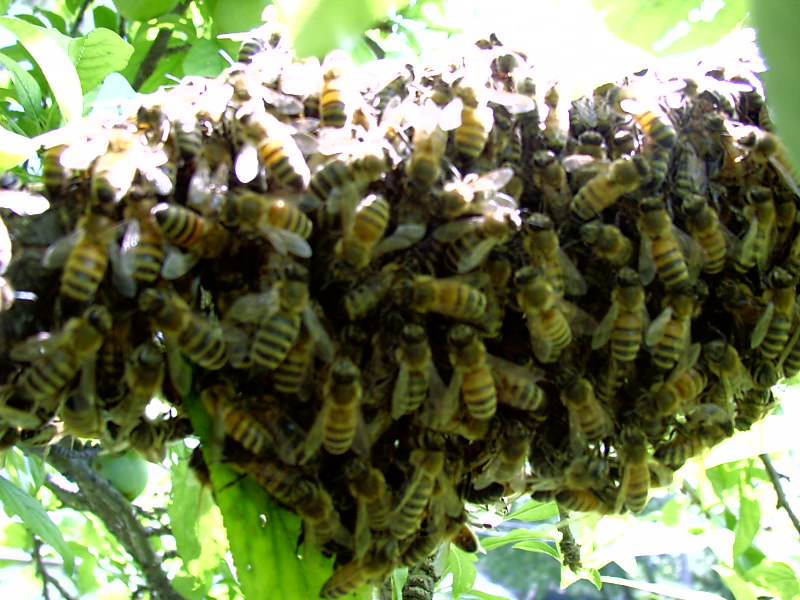
Olasz méhek raja

Az olasz méh tenyésztésében a hátrányos tulajdonságok javítása és az előnyök megtartása a cél, tehát:
- Szelídség megőrzése
- Ellenálló-képesség növelése a betegségekkel szemben, főleg az atkákkal szemben
- Gyorsabb tavaszi fejlődés
- Jobb telelés
- Gyenge rajzóösztön fenntartása
- Gyorsabb mézérlelés
- A szép fedés megőrzése
- A ragasztóhajlam alacsony szinten tartása
- Elérhetőség
- Szín. Adam testvér szerint a sötétebb vonalak jobban ellenállnak a betegségeknek

## Elterjedése
- 1853, Németország
- 1854, Lengyelország, Dr. Jan Dzierżon által[5]
- 1859, Amerikai Egyesült Államok
- 1862, Ausztrália
- 1866, Finnország
- 1880, Új-Zéland
- 1884, Kenguru-sziget

1862. december 9-én Victoriában telepítették le, ahova az Alhambra gőzhajó szállította őket. A szállított párzatlan anyák párosodtak a már korábban ott levő angol méhekkel, így ez a telepítés kudarcba fulladt. Wilhelm Abram Olaszországból hozott néhány anyát 1880-ban Sydneybe, de valószínűleg mások már korábban behoztak New South Walesbe néhányat.
1884 húsvétján Brisbane-ből a Kenguru-szigetre vitték, ahova 1880-ban Olaszországból hozták. Az első családot a betelepítő 1877-ben kapta, amikor a Harbison által Kaliforniában csomagolt családokat Angus Mackay kísérte New Yorkból Queenslandig. Miután egy hetet vesztegeltek Sydneyben, a méhek megérkeztek Brisbane-be. 2014-től a Kenguru-szigeten termelt mézet úgy jelölik, hogy az egyetlen fajtiszta olasz méh populációtól származik.

## Fordítás
- Ez a szócikk részben vagy egészben  az   Italian bee című angol Wikipédia-szócikk fordításán alapul.  Az eredeti cikk szerkesztőit annak laptörténete sorolja fel. Ez a jelzés csupán a megfogalmazás eredetét és a szerzői jogokat jelzi, nem szolgál a cikkben szereplő információk forrásmegjelöléseként.
- Ez a szócikk részben vagy egészben  az   Italienische Biene című német Wikipédia-szócikk fordításán alapul.  Az eredeti cikk szerkesztőit annak laptörténete sorolja fel. Ez a jelzés csupán a megfogalmazás eredetét és a szerzői jogokat jelzi, nem szolgál a cikkben szereplő információk forrásmegjelöléseként.